# Brendan Bracken, 1. Viscount Bracken

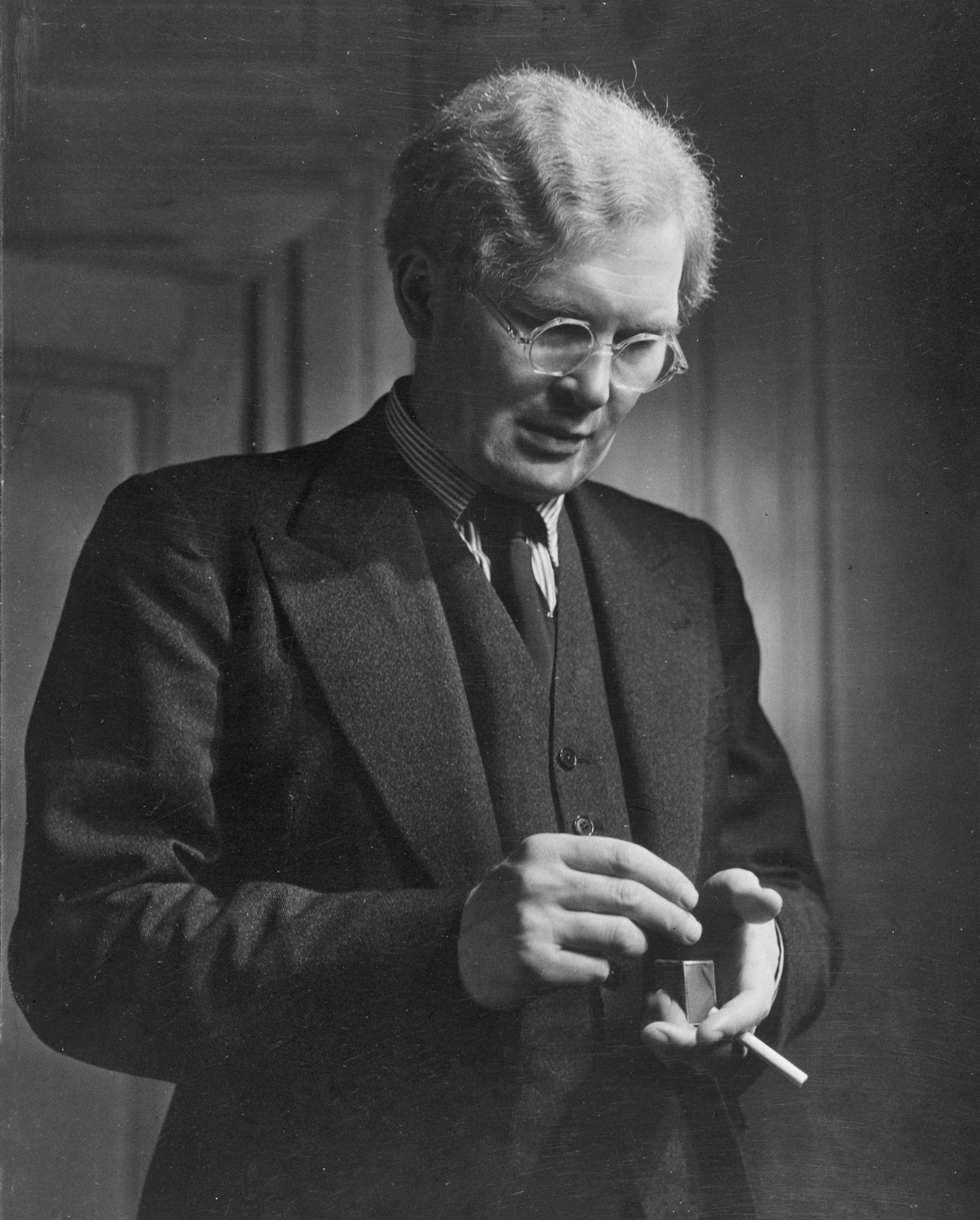
Brendan Bracken, 1947

Brendan Rendall Bracken, 1. Viscount Bracken (* 15. Februar 1901; † 8. August 1958), war ein britischer Staatsmann irischer Herkunft.

## Herkunft
Brackens Herkunft lag lange Zeit im Dunkeln; ein Zustand, der insbesondere Verheimlichungsbemühungen durch Bracken selbst geschuldet ist: zu Lebzeiten streute er allerlei – auch widersprüchliche – Gerüchte betreffend seiner Vergangenheit, und auf seine Weisung hin wurden seine persönlichen Aufzeichnungen (Korrespondenz, persönliche Unterlagen usw.) einen Tag nach seinem Tod vernichtet.
Verschiedene Autoren, die den Versuch unternahmen eine Biografie Brackens zu schreiben, mussten von diesem Vorhaben Abstand nehmen angesichts der Begrenztheit des verfügbaren Materials.

## Karriere
In den frühen 1920er Jahren behauptete Bracken, er stamme aus Australien und dass seine Eltern bei einem Buschbrand umgekommen seien. Es ist wahrscheinlich, dass er diese Geschichte erzählte, um seine irischen Wurzeln zu kaschieren. Im Vereinigten Königreich bestanden zu dieser Zeit große Animositäten gegenüber dem gerade in die Unabhängigkeit entlassenen Irland.
In den folgenden Jahren machte Bracken in Großbritannien eine beachtliche Karriere als Zeitungsherausgeber und häufte ein beträchtliches Vermögen an, welches es ihm ermöglichte, sich 1929 für die Conservative Party ins Unterhaus wählen zu lassen.
In den 1930er Jahren war Bracken neben Harold Macmillan der einzige Anhänger Churchills im britischen Parlament.
1940 fungierte Bracken zunächst als parlamentarischer Privatsekretär Churchills und von 1941 bis 1945 als britischer Informationsminister (d. h. Propagandaminister). 1945 übernahm er für einige Monate das Amt des Ersten Lords der Admiralität, musste von diesem Posten jedoch nach der Wahlniederlage der Konservativen und der Regierungsbildung der Labour Party unter Clement Attlee im Juli zurücktreten. Bracken selbst verlor sein Mandat für den Wahlkreis North Paddington, kehrte jedoch als Abgeordneter für Bournemouth in einer Nachwahl im November ins Unterhaus zurück.
1952 wurde er mit dem Titel Viscount Bracken, of Christchurch in the County of Southampton zum Mitglied des House of Lords erhoben. Bracken starb 1958 an Luftröhrenkrebs. Nach seinem Tod wurde er im Golders Green Crematorium in London eingeäschert, seine Asche in den Romney Marshes verstreut. Sein Titel erlosch mit seinem Tod, da er keine männlichen Abkömmlinge hatte.